# Medalha da Vitória (Romênia)
A Medalha da Vitória da Romênia é uma medalha de campanha da Primeira Guerra Mundial, estabelecida em 20 de julho de 1921 por Decreto Real.
O desenho e a fita também foram adotados pelos demais países Aliados, de acordo com a decisão da Conferência Interaliada de Paz em Versalhes. Uma forma particular do monumento histórico grego da "Vitória" foi escolhida por cada nação, exceto as nações do Extremo Oriente que emitiram a medalha, mas com um desenho diferente.

## Agraciamento
Para se qualificar para a Medalha da Vitória, os agraciados, de qualquer patente, tinham que ser mobilizados para o serviço de guerra e ter participado de uma batalha entre 28 de agosto de 1916 e 31 de março de 1921, ou ter servido como médico do exército. Assim também foram incluídos os combatentes da Guerra Húngaro-Romena de 1919.

## Características
As propostas de desenho da medalha seriam submetidas a um júri internacional. Para a versão romena, o júri selecionou o desenho do Tenente-Coronel Constantin Kristescu, que também foi encarregado de sua escultura de fato. Foi fabricada em Paris, onde Kristescu trabalhava com La Maison Arthus-Bertrand.  A Medalha da Vitória emitida pela Romênia é uma medalha circular de bronze com 36mm de diâmetro.
- O anverso da versão romena mostra a figura alada, de corpo inteiro, de frente e de pé, da Vitória, segurando um ramo de palmeira na mão esquerda e uma espada apontando para baixo na mão direita.
- O reverso tem as palavras "MARELE RĂZBOI / PENTRU / CIVILIZAȚIE" ("A Grande Guerra / Pela / Civilização") em três linhas, sobre uma alabarda, tudo cercado por um anel com vinte elos trançados com uma coroa de louros e carvalhos. Em cada um dos dez grandes elos está gravado o nome de um dos países aliados: Inglaterra, Bélgica, Grécia, Japão, Sérvia, Estados Unidos, China, Romênia, Itália e França. O escultor assinou como "Kristesko" perto do elo do Japão.
- A barreta de 39mm de largura tem um esquema de cores iridescente, com o violeta passando para uma faixa vermelha central onde ambos os esquemas se encontram.

## Uso e hierarquia
A medalha era exibida em ocasiões e cerimônias oficiais no lado esquerdo do peito do paletó. Em outras ocasiões, era costume exibir apenas a barreta, presa na casa do botão esquerdo. Na hierarquia de prêmios e condecorações militares e civis da Romênia, de meados da década de 1930, a Medalha da Vitória ocupava o baixíssimo 33º lugar. A hierarquia habitual das condecorações militares era (sem incluir as da Guerra da Independência):
1. Ordem de Miguel, o Valente
2. A Virtude Militar
3. A Virtude Aeronáutica
4. A Cruz da Rainha Maria
5. A Cruz de Mérito Sanitário
6. Valor e Fé com espadas
7. O Ímpeto do País
8. Cruz Comemorativa da Guerra de 1916-1918
9. Medalha da Vitória

## Galeria

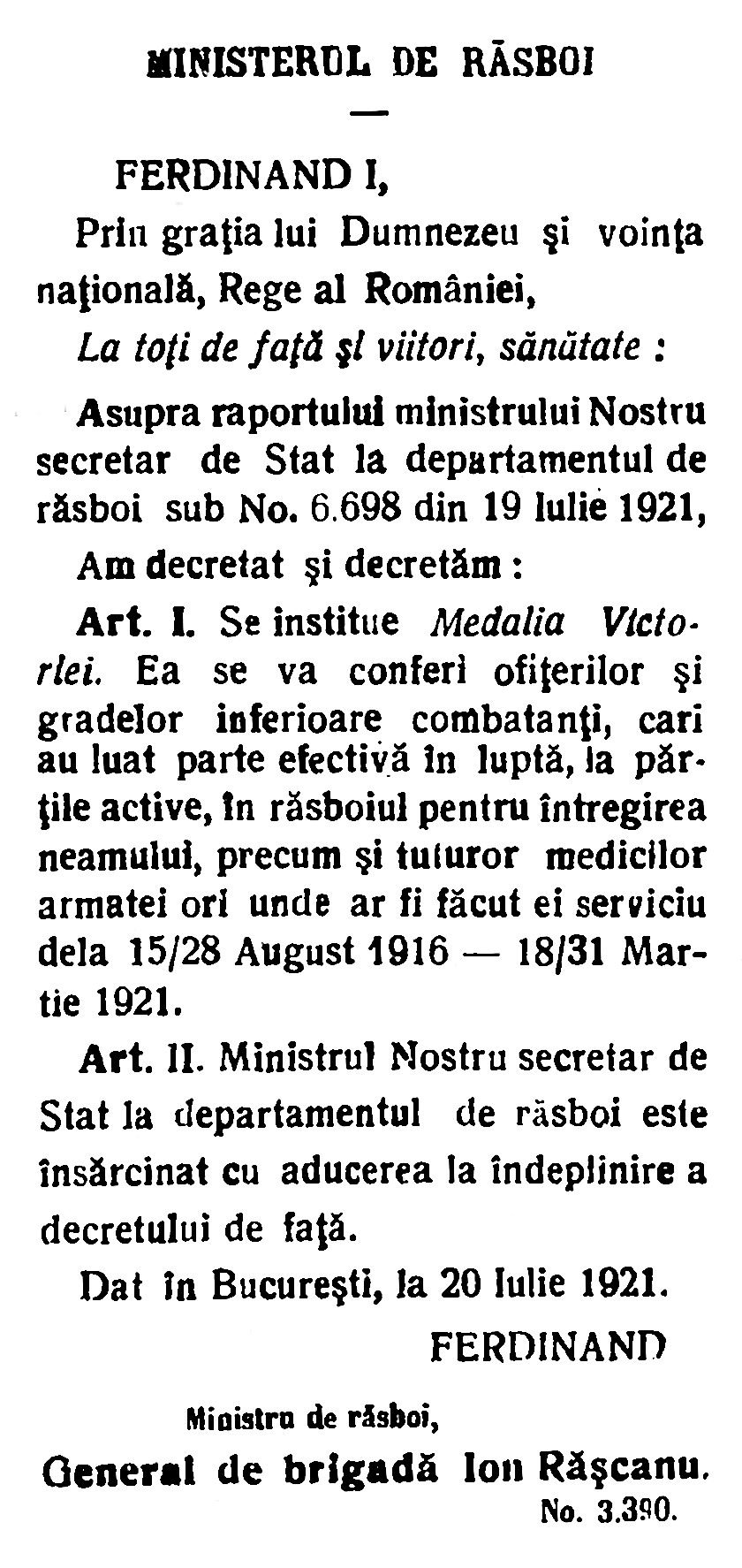
Decreto Real para o estabelecimento da Medalha da Vitória da Romênia.
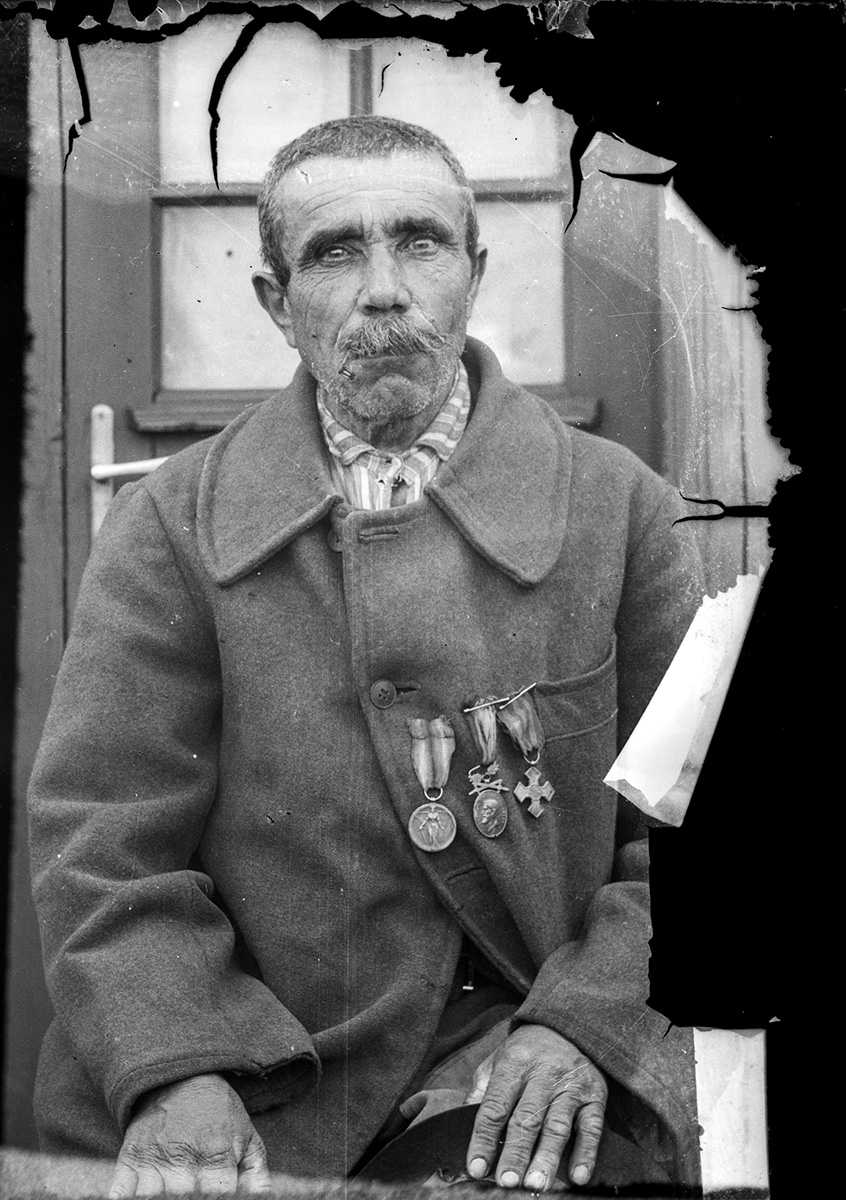
Veterano romeno com a Medalha da Vitória.
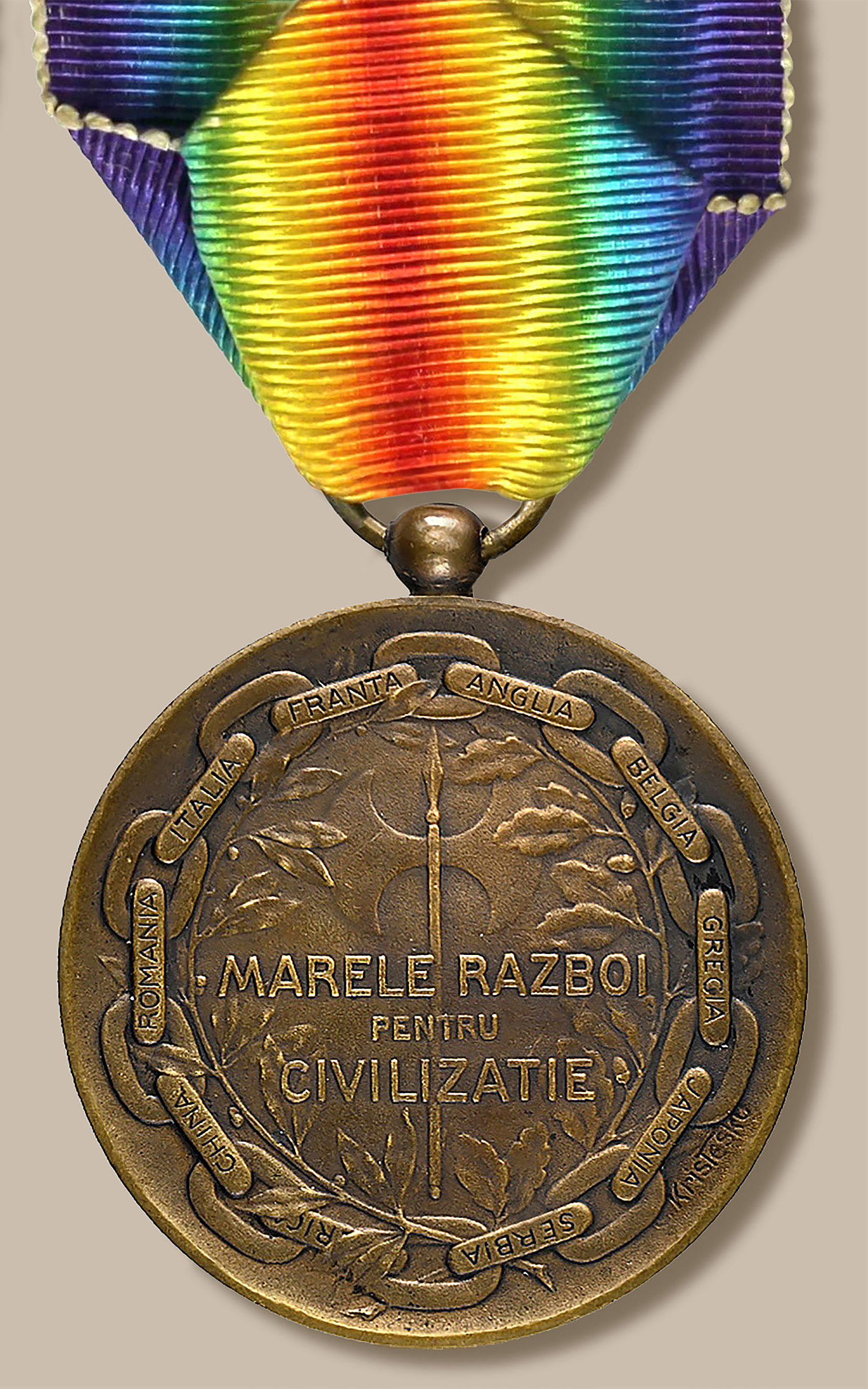
Reverso.